# خانه (فیلم ۱۹۹۰)
خانه (به انگلیسی: House) فیلمی هندی محصول سال ۱۹۹۰ و به کارگردانی گیریش کاساراوالی است. در این فیلم بازیگرانی همچون نصیرالدین شاه، دیپیتی نوال و روهینی هاتانگادی ایفای نقش کرده‌اند.